# El viaje de Rosetta
El viaje de Rosetta es una recopilación de temas inéditos, singles y demás curiosidades musicales de Ismael Serrano. Fue publicado en España en 2006. El objetivo del disco es recordar la historia musical de cantante; el álbum se edita exactamente diez años después de salir al mercado Atrapados en azul, el primer LP del artista español.

## Características del disco
El título del disco se relaciona con la sonda espacial Rosetta, cuyo objetivo es llegar al cometa 67P/Churyumov-Gerasimenko, tras diez años de viaje.
Sobre el significado del disco, dice Ismael Serrano: 

Hace diez años comenzamos a grabar "Atrapados en azul", mi primer disco. También seguíamos la estela de un cometa, también buscábamos respuestas. Tras diez años de viaje, descubro lo evidente. Como el Halcón Maltés, mi cometa está compuesto por el material con que se hacen los sueños. Buscábamos respuestas y sólo encontramos preguntas. Y la certeza de que aún nos queda todo por hacer.

Se vende en dos formatos: CD doble con libro de 48 páginas; y versión con un CD sólo con singles más DVD.

## Versión CD doble
CD 1
Incluye 11 cortes inéditos en discos oficiales del artista más 2 canciones nuevas grabadas para esta edición pertenecientes a la B.S.O. de "El corazón de Jesús", y "Vuelvo a Madrid" que fue utilizado sólo en Internet. Además este CD incluye 3 bonus track con los tres singles de "Principio de Incertidumbre" que fueron editados en directo. Podemos encontrar colaboraciones con Coti, La Cabra Mecánica, Luar na Lubre y Javier Bergia.
1. Vértigo (Encuentros con La Habana)
2. Mira que eres canalla (Homenaje a Luis Eduardo Aute)
3. Con los cinco pinares (Claudio Rodríguez - Poesía necesaria)
4. Dos kilómetros de paciencia (25 años - Javier Bergia)
5. El último cantautor (Ni jaulas, ni peceras - La Cabra Mecánica)
6. Nueces (Esta mañana y otros cuentos - Coti)
7. El aparecido (Tributo a Víctor Jara)
8. Caballo de cartón (Un barco de sueños - Cantautores cantan a niños)
9. Chove en Santiago (Lo mejor de Luar na Lubre)
10. Vine del norte (En directo - Lo + plus)
11. Ya se van los pastores (Son de niños)
12. La Locura (película "El corazón de Jesús")
13. La Cordura (película "El corazón de Jesús")
14. Vuelvo a Madrid (Hasta el momento, tema exclusivo de iTunes)
15. Principio de incertidumbre (15 de septiembre de 2003)
16. La extraña pareja (2 de febrero de 2004)
17. Plaza Garibaldi (27 de abril de 2004)

CD 2
Contiene los 19 singles promocionales desde su carrera con Universal (1996-2006), con comentarios de Ismael Serrano sobre cada uno de ellos.
1. Papá cuéntame otra vez (febrero de 1997)
2. Donde estarás (junio de 1997)
3. Amo tanto la vida (septiembre de 1997)
4. Atrapados en azul (diciembre de 1997)
5. México insurgente (febrero de 1998)
6. Caperucita (mayo de 1998)
7. Últimamente (octubre de 1998)
8. Vine del norte (diciembre de 1998)
9. Tierna y dulce historia de amor (febrero de 1999)
10. Pequeña criatura (mayo de 1999)
11. Km.0 (junio de 2000)
12. La mujer más vieja del mundo (septiembre de 2000)
13. No estarás sola (noviembre de 2000)
14. La huida (febrero de 2001)
15. Eres (febrero de 2002)
16. Qué andarás haciendo (mayo de 2002)
17. Cien días (septiembre de 2002)
18. Elegía (febrero de 2005)
19. Sucede que a veces (abril de 2005)

## Versión CD y DVD
Esta versión incluye los sencillos con las portadas originales (CD), mientras que el DVD incluye los videos musicales del artista.
CD
1. Papá cuéntame otra vez (febrero de 1997)
2. Donde estarás (junio de 1997)
3. Amo tanto la vida (septiembre de 1997)
4. Atrapados en azul (diciembre de 1997)
5. México insurgente (febrero de 1998)
6. Caperucita (mayo de 1998)
7. Últimamente (octubre de 1998)
8. Vine del norte (diciembre de 1998)
9. Tierna y dulce historia de amor (febrero de 1999)
10. Pequeña criatura (mayo de 1998)
11. Km.0 (junio de 2000)
12. La mujer más vieja del mundo (septiembre de 2000)
13. No estarás sola (noviembre de 2000)
14. La huida (febrero de 2001)
15. Eres (febrero de 2002)
16. Qué andarás haciendo (mayo de 2002)
17. Cien días (septiembre de 2002)
18. Principio de incertidumbre (septiembre de 2003)
19. La extraña pareja (febrero de 2004)
20. Plaza Garibaldi (abril de 2004)
21. Elegía (febrero de 2005)
22. Sucede que a veces (abril de 2005)

DVD
1. Papá cuéntame otra vez
2. Tierna y dulce historia de amor
3. Últimamente
4. Km. 0
5. Eres
6. Elegía
7. Sucede que a veces